# Intertoto Cup 1985
De Intertoto Cup was sinds 1967 een mogelijkheid voor ploegen om in de zomer te kunnen blijven voetballen. Deze editie van 1985 werd zoals gebruikelijk gehouden tijdens deze zomerstop. Er werden alleen groepswedstrijden georganiseerd, omdat het onhaalbaar bleek om nog knock-outronden te spelen na de zomerstop. Clubs hadden daarvoor een te druk programma en de UEFA had bepaald dat ploegen die al aan UEFA-toernooien zoals de twee edities van de Europa Cup meededen, niet mochten deelnemen aan andere toernooien.
Aan deze editie van het toernooi deden 44 ploegen mee, vier meer dan vorig jaar. Er waren elf groepen van vier teams en elk team speelde zes wedstrijden. Er deden vier ploegen mee uit Denemarken, Hongarije, Oostenrijk, Tsjecho-Slowakije, West-Duitsland, Zweden en Zwitserland; drie uit Noorwegen, Oost-Duitsland en Polen; twee uit België, Bulgarije en Israël en één uit Nederland.
Het Poolse Górnik Zabrze uit groep 7 haalde dit toernooi de hoogste score: elf punten.

## Eindstanden

### Groep 1
| plaats | Club               | Doelpunten | Punten |
| ------ | ------------------ | ---------- | ------ |
| 1.     | Werder Bremen      | 19 : 9     | 9      |
| 2.     | Malmö FF           | 13 : 5     | 6      |
| 3.     | FC Carl Zeiss Jena | 6 : 8      | 6      |
| 4.     | Royal Antwerp      | 3 : 19     | 3      |

### Groep 2
| plaats | Club               | Doelpunten | Punten |
| ------ | ------------------ | ---------- | ------ |
| 1.     | Rot-Weiss Erfurt   | 16 : 5     | 8      |
| 2.     | Fortuna Düsseldorf | 11 : 14    | 7      |
| 3.     | FC Liège           | 8 : 10     | 5      |
| 4.     | FC Twente          | 4 : 10     | 4      |

### Groep 3
| plaats | Club          | Doelpunten | Punten |
| ------ | ------------- | ---------- | ------ |
| 1.     | IFK Göteborg  | 9 : 5      | 7      |
| 2.     | Lech Poznan   | 15 : 14    | 6      |
| 3.     | Admira Wacker | 13 : 13    | 6      |
| 4.     | Brondby IF    | 6 : 11     | 5      |

### Groep 4
| plaats | Club                    | Doelpunten | Punten |
| ------ | ----------------------- | ---------- | ------ |
| 1.     | AIK Stockholm           | 12 : 5     | 7      |
| 2.     | Videoton Székesfehérvár | 8 : 11     | 7      |
| 3.     | Bohemians Praag         | 12 : 10    | 5      |
| 4.     | FC St. Gallen           | 9 : 15     | 5      |

### Groep 5
| plaats | Club                   | Doelpunten | Punten |
| ------ | ---------------------- | ---------- | ------ |
| 1.     | Wismut Aue             | 9 : 8      | 7      |
| 2.     | Slavia Praag           | 17 : 13    | 6      |
| 3.     | Eintracht Braunschweig | 15 : 14    | 6      |
| 4.     | Viking Stavanger       | 10 : 16    | 5      |

### Groep 6
| plaats | Club          | Doelpunten | Punten |
| ------ | ------------- | ---------- | ------ |
| 1.     | Sparta Praag  | 15 : 8     | 8      |
| 2.     | Lyngby BK     | 12 : 12    | 8      |
| 3.     | Lechia Gdansk | 6 : 9      | 5      |
| 4.     | FC Zürich     | 5 : 9      | 3      |

### Groep 7
| plaats | Club                | Doelpunten | Punten |
| ------ | ------------------- | ---------- | ------ |
| 1.     | Górnik Zabrze       | 14 : 5     | 11     |
| 2.     | Zalaegerszegi TE    | 11 : 10    | 6      |
| 3.     | BSC Young Boys Bern | 12 : 17    | 4      |
| 4.     | Aarhus GF           | 12 : 17    | 3      |

### Groep 8
| plaats | Club              | Doelpunten | Punten |
| ------ | ----------------- | ---------- | ------ |
| 1.     | Maccabi Haifa     | 13 : 12    | 9      |
| 2.     | Arminia Bielefeld | 11 : 7     | 6      |
| 3.     | Sturm Graz        | 8 : 6      | 6      |
| 4.     | Beitar Jeruzalem  | 5 : 12     | 3      |

### Groep 9
| plaats | Club            | Doelpunten | Punten |
| ------ | --------------- | ---------- | ------ |
| 1.     | Banik Ostrava   | 11 : 4     | 8      |
| 2.     | Vejle BK        | 9 : 8      | 8      |
| 3.     | Lokomotiv Sofia | 9 : 13     | 4      |
| 4.     | Linzer ASK      | 6 : 10     | 4      |

### Groep 10
| plaats | Club          | Doelpunten | Punten |
| ------ | ------------- | ---------- | ------ |
| 1.     | Újpest FC     | 11 : 5     | 9      |
| 2.     | Vålerenga IF  | 11 : 11    | 8      |
| 3.     | Hammarby IF   | 14 : 12    | 5      |
| 4.     | SC Eisenstadt | 6 : 14     | 3      |

### Groep 11
| plaats | Club                | Doelpunten | Punten |
| ------ | ------------------- | ---------- | ------ |
| 1.     | MTK Boedapest       | 17 : 7     | 10     |
| 2.     | Chernomorets Burgas | 11 : 12    | 5      |
| 3.     | Start Kristiansand  | 8 : 12     | 5      |
| 4.     | FC Aarau            | 10 : 15    | 4      |